# Chuculba warea
Chuculba warea is een vlokreeftensoort uit de familie van de Stenothoidae. De wetenschappelijke naam van de soort werd voor het eerst geldig gepubliceerd in 1974 door Jerry Laurens Barnard.